# The Law of the Wilds
The Law of the Wilds è un cortometraggio muto del 1915 diretto da Thomas Ricketts. Prodotto dall'American Film Manufacturing Company su un soggetto di Dorothy Rockfort, il film aveva come interpreti Harry Van Meter, Jack Richardson, Reaves Eason, Vivian Rich.

## Trama
Jennie Lear è infelicemente sposata con Pete Lear, un cacciatore dalla dubbia fama. Di lei si innamorano due cercatori d'oro, Frank Storm e Steve Baker. Mentre il primo, però, nasconde i suoi sentimenti per lei, il secondo la importuna sgradevolmente. Un giorno Frank si sente in dovere di intervenire per difenderla dalle audaci avances di Steve. Quando poi sta per lasciarla, viene sorpreso da Lear, il marito, in quello che l'uomo crede un atteggiamento compromettente. Il cacciatore sta per aggredirlo quando giunge lo sceriffo alla testa dei suoi uomini sulle tracce del ladro che deruba da tempo le provviste dei cercatori e dei cacciatori della zona. Preso alla sprovvista, Lear cerca scampo fuggendo dalla finestra, ma viene centrato da un colpo sparato dallo sceriffo che lo uccide.

## Produzione
Il film fu prodotto dalla American Film Manufacturing Company.

## Distribuzione
Distribuito dalla Mutual Film, il film - un cortometraggio in due bobine - uscì nelle sale cinematografiche degli Stati Uniti il 1º febbraio 1915.